# 中華民國96年度全國羽球團體錦標賽
中華民國全國羽球團體錦標賽，是中華民國國內最高級別的羽毛球團體比賽，每場賽事分別以男子單打、女子單打、男子雙打、女子雙打和混合雙打5個項目依序競賽，採5戰3勝制，先贏3點者勝出。本屆賽事於2007年5月29日－6月2日在台中縣豐東羽球館舉行。

## 項目獎牌榜
以下為各項目的優勝團體名單 ：
| 項目       | 第一名    | 第二名    | 第三名    | 第四名    | 第五名    | 第六名    |
| ---------- | --------- | --------- | --------- | --------- | --------- | --------- |
| 男子甲組   | 合作金庫A | 土地銀行A | 嘉義大學  | 土地銀行B |           |           |
| 女子甲組   | 合作金庫  | 台灣電力  | 土地銀行  |           |           |           |
| 男子乙組   | 治平高中A | 國立體院  | 育成高中  | 文化大學  | 交通大學  | 治平高中B |
| 高中男生組 | 新豐高中  | 高雄高中A | 高雄高中B | 西苑高中  | 育成高中  | 仁武高中  |
| 高中女生組 | 大同高中  | 新莊高中  | 新豐高中  | 高雄中學  |           |           |
| 國中男生組 | 三民國中A | 英明國中A | 西苑國中A | 西螺國中A | 豐原國中A | 英明國中B |
| 國中女生組 | 國昌國中A | 大同國中A | 永康國中  | 大同國中B | 後甲國中  | 平鎮國中  |
| 國小男生組 | 瑞埔國小A | 社子國小  | 高市民權  | 莊敬國小A | 文昌國小  | 雙蓮國小  |
| 國小女生組 | 社子國小A | 高市民權  | 大成國小  | 竹東國小  | 永吉國小  | 碇內國小  |

## 外部連結
- 中華民國羽球協會（页面存档备份，存于）